# Star Academy
     Własne wersje
     Rejonowe wersje

Edycje na świecie
Własne wersje
Rejonowe wersje

Star Academy – telewizyjny talent show produkowany przez Endemol. Program nadawany jest w 50 krajach.  
Uczestnicy programu mieszkają w specjalnej, monitorowanej przez całą dobę Akademii, w której poznają tajniki zawodu piosenkarza. Co tydzień uczestnicy programu występują podczas gali, a jeden z nich w drodze eliminacji odpada z programu. Zwycięzca podpisuje kontrakt na trasę koncertową oraz otrzymuje nagrodę pieniężną. 
Program jest własnością firmy Gestmusic – hiszpańskiego oddziału Endemol. Pierwszym państwem, w którym ukazał się program, była Francja. Dwa dni później wyemitowano pierwszy odcinek w Hiszpanii. Formuła programu jest podobna do Idola oraz Big Brothera.

## Emisja programu na świecie
| Państwo/Region        | Nazwa                                 | Stacja telewizyjna | Edycje |
| --------------------- | ------------------------------------- | --- | --- |
| Afryka                | Project Fame                          | M-Net DStv The Africa Channel (1 edycja) | 1 edycja, 2004: Zimbabwe Lindiwe Alam |
| Afryka Wschodnia      | Tusker Project Fame                   | M-Net (Afryka) NTV (1 edycja) Citizen TV (2-nadal edycja) Channel 10 (1 edycja) StarTV (2-3 edycja) TBC (4 edycja) UBC (1, 4 edycja) WBS (2-3 edycja) Rwanda TV (3-nadal edycja) SSTV (4-nadal edycja) | 1 edycja, 2006: Valerie Kimani 2 edycja, 2008: Esther Nabaasa Mugizi 3 edycja, 2009: Alpha Rwirangira 4 edycja, 2010: Edycja planowana |
| Afryka Zachodnia      | Project Fame                          | NTA | 1 edycja, 2008: Inyanya Mbuk 2 edycja, 2009: Mike Anyasodo 3 edycja, 2010: Chidinma Ekile |
| Liga Państw Arabskich | Star Academy, (الأكاديمية)            | LBC | 1 edycja, 2003-2004: Mohamed Attia 2 edycja, 2004-2005: Hisham Abdurrahman 3 edycja, 2005-2006: Joseph Attia 4 edycja, 2006-2007: Shatha Hassoun 5 edycja, 2008: Nader Quirat 6 edycja, 2009: Abdulaziz Abdelrahman 7 edycja, 2010: Nassif Zaytoun                           |
| Argentyna             | Operación Triunfo                     | Telefe | 1 edycja, 2003: Claudio Basso 2 edycja, 2004-2005: José García 3 edycja, 2005-2006: Benjamín Rosales Reynoso 4 edycja, 2009: Cristian Manuel Soloa |
| Belgia                | Star Academie (Francuski)             | RTL-TVi | 1 edycja, 2002: Mélanie Martin's |
| Belgia                | Star Academy (Niderlandzki)           | Kanaal Twee | 1 edycja, 2005: Katerine Avgoustakis |
| Brazylia              | FAMA                                  | Globo | 1 edycja, 2002: Vanessa Jackson 2 edycja, 2003: Marcus Vinícius 3 edycja, 2004: Tiago Silva 4 edycja, 2005: Fabio Souza |
| Bułgaria              | Star Academy                          | NTV | 1 edycja, 2005: Marin Yonchev |
| Kanada/ Quebec        | Star Académie                         | TVA | 1 edycja, 2003: Wilfred Le Bouthillier 2 edycja, 2004: Stéphanie Lapointe 3 edycja, 2005: Marc-André Fortin 4 edycja, 2009: Maxime Landry |
| Chile                 | Operación Triunfo                     | Mega | 1 edycja, 2003: Mónica Rodríguez |
| Cypr, Grecja          | Fame Story                            | ANT1 | 1 edycja, 2002-2003: Notis Christodoulou 2 edycja, 2004: Kalomira Sarantis 3 edycja, 2004-2005: Pericles Stergianoudes 4 edycja, 2006-2007: Leonidas Balafas |
| Francja               | Star Academy                          | TF1 | 1 edycja, 2001-2002: Jenifer Bartoli 2 edycja, 2002: Nolwenn Leroy 3 edycja, 2003: Elodie Frégé 4 edycja, 2004: Grégory Lemarchal 5 edycja, 2005: Magalie Vaé 6 edycja, 2006: Cyril Cinélu 7 edycja, 2007-2008: Quentin Mosimann 8 edycja, 2008: Mickels Réa                 |
| Filipiny              | Pinoy Dream Academy                   | ABS-CBN Studio 23 | 1 Edycja, 2006: Yeng Constantino 2 Edycja, 2008: Laarni Lozada |
| Filipiny              | Pinoy Dream Academy: Little Dreamers  | ABS-CBN Studio 23 | 1 Edycja, 2008: Philip Nolasco |
| Gruzja                | Star Academy (ვარსკვლავების აკადემია) | Rustavi 2 | 1 edycja, 2008: Dito Lagvilava 2 edycja, 2009: Przerwana |
| Hiszpania             | Operación triunfo                     | TVE (1-3 edycja) Telecinco (4-5 edycja) Telecinco 2 (6 edycja) La Siete (7-nadal edycja) | 1 edycja, 2001-2002: Rosa López 2 edycja, 2002-2003: Ainhoa Cantalapiedra 3 edycja, 2003-2004: Vicente Seguí 4 edycja, 2005: Sergio Rivero 5 edycja, 2006-2007: Lorena Gómez 6 edycja, 2008: Virginia Maestro 7 edycja, 2009: Mario Alvarez 8 edycja, 2011: Edycja planowana |
| Holandia              | Star Maker                            | Yorin | 1 edycja, 2001: K-otic |
| Holandia              | Star Academy                          | Yorin | 2 edycja, 2002: Przerwana |
| Indie                 | Fame Gurukul                          | SET India | 1 edycja, 2005: Qazi Touqeer & Ruprekha Banerjee |
| Indie                 | Celebrity Fame Gurukul                | SET India | 1 edycja, 2005: Amit Sareen |
| Meksyk                | Operación Triunfo                     | Televisa | 1 edycja, 2002: Darina Márquez |
| Mołdawia              | Fabrica de Staruri                    | Prime TV 2 Plus | 1 edycja, 2008-2009: Alexandru Manciu 2 edycja, 2010: Alexandru Manciu |
| Niemcy                | Fame Academy                          | RTL 2 | 1 edycja, 2003-2004: Become One |
| Polska                | Fabryka Gwiazd                        | Polsat | 1 edycja, 2008: Martyna Melosik |
| Portugalia            | Operação Triunfo                      | RTP | 1 edycja, 2003: Sofia Barbosa 2 edycja, 2003-2004: Sofia Vitória 3 edycja, 2007-2008: Vânia Fernandes 4 edycja, 2010-2011: Planowana edycja |
| Portugalia            | Academia de Estrelas                  | TVI | 1 edycja, 2002-2003: Mané Crestejo |
| Portugalia            | Academia de Famosos                   | TVI | 1 edycja, 2003: Romana |
| Półwysep Bałkański    | Operacija trijumf (Операција Триумф)  | B92 A1 TV RTVFBiH/RTRS TV In Nova TV | 1 edycja, 2008-2009: Adnan Babajić |
| Rumunia               | Star Factory                          | Prima TV | 1 Edycja, 2003-2004: Alex Velea |
| Rosja                 | Fabrika Zvezd (Фабрика Звезд)         | 1TV | 1 Edycja, 2002: Pasha Artemyev 2 Edycja, 2003: Polina Gagarina 3 Edycja, 2003: Nikita Malinin 4 Edycja, 2004: Irina Dubtsova 5 Edycja, 2005: Victoria Dayneko 6 Edycja, 2006: Dmitry Koldun 7 Edycja, 2007: Anastasija Prychodko 8 Edycja, 2011: Planowana edycja            |
| Stany Zjednoczone     | The One: Making a Music Star          | ABC CBC | 1 edycja, 2006: Przerwana edycja |
| Turcja                | Akademi Türkiye                       | ATV | 1 edycja, 2004: Barış Akarsu |
| Turcja                | Star Akademi                          | Kanal 1 | 2 edycja, 2008: Bahadir Sağlam |
| Ukraina               | Fabryka Zirok (Фабрика Зірок)         | Nowyj kanał | 1 edycja, 2007-2008: Olga Tsibulska 2 edycja, 2008: Volodimir Dantes i Vadim Oliïnik 3 edycja, 2009: Stas Shurins |
| Wielka Brytania       | Fame Academy                          | BBC One BBC Three | 1 Edycja, 2002: David Sneddon 2 Edycja, 2003: Alex Parks |
| Wielka Brytania       | Comic Relief Does Fame Academy        | BBC One BBC Three | 1 Edycja, 2003: Will Mellor 2 Edycja, 2005: Edith Bowman 3 Edycja, 2007: Tara Palmer-Tomkinson |
| Wielka Brytania       | Fame Academy Bursary                  | BBC One BBC Three | 1 edycja, 2003: Vishal Gopal 2 edycja, 2003: Shona Kipling 3 edycja, 2003: Daniel Allinson 4 edycja, 2003: Daniel Powell 5 edycja, 2003: David Rimbault |
| Włochy                | Operazione Trionfo                    | Italia 1 | 1 Edycja, 2002: Bruno Cuomo |